# Ba Mamadou Mbaré
Ba Mamadou Mbaré (1946 - 11 de enero de 2013) fue un político mauritano que ejerció el cargo de Presidente de Mauritania de manera interina entre el 15 de abril y el 5 de agosto de 2009. Como presidente del Senado, sucedió a Mohamed Ould Abdel Aziz, como jefe de Estado el 15 de abril de 2009, cuando Abdel Aziz renunció para participar en las elecciones presidenciales de junio de 2009.

## Biografía
Durante la gran huelga de 1966 contra la arabización del sistema educativo mauritano, M'Baré estaba en la gran cantidad de estudiantes expulsados después de los famosos eventos que pusieron a la escuela mauritana en una profunda confusión con la "partición" del sistema escolar. Posteriormente se trasladó a la Unión Soviética donde realizó estudios veterinarios. En Kiev, el joven estudiante negro obtiene un doctorado estatal en ciencias veterinarias y luego sigue dos sesiones de capacitación en el Instituto de Pesca de la URSS y en el Instituto de Tecnologías de Pesca Marina en Nantes, Francia.
Su carrera profesional comenzó con su compromiso como investigador en el Laboratorio de Pesca en Nouadhibou, entonces director general del Instituto Nacional de Investigación Oceanográfica y Pesca en la misma ciudad antes de ser nombrado asesor del Ministro de Pesca.
M'Baré hizo su primer debut en el activismo político a mediados de la década de 1960, participando en las protestas de estudiantes negros-mauritanos que protestaban contra la obligación de aprender el idioma árabe, el idioma oficial del país.
Ba Mamadou dijo que M'Baré fue alcalde de Wali Djantang, su ciudad natal, desde 1988 hasta su muerte, director de MAUSOV, director del puerto autónomo de Nouadhibou, senador, ministro de pesca, ministro de Economía marítima y finalmente presidente del senado.

| Predecesor: Mohamed Ould Abdel Aziz | Presidente de la República Islámica de Mauritania (interino) 2009 | Sucesor: Mohamed Ould Abdel Aziz |